# Thyronectria denigrata
Thyronectria denigrata är en svampart som först beskrevs av Georg Winter, och fick sitt nu gällande namn av Seaver. Thyronectria denigrata ingår i släktet Thyronectria, klassen Sordariomycetes, divisionen sporsäcksvampar och riket svampar.   Inga underarter finns listade i Catalogue of Life.